# V Mensae
V Mensae är en pulserande variabel av RR Lyrae-typ (RRAB) i stjärnbilden Taffelberget.
Stjärnan varierar mellan visuell magnitud +13,35 och 14,3 med en period av 0,573956 dygn eller 13,7749 timmar. RR Lyrae-stjärnornas period varierar mellan 0,2 och 1,2 dygn med ett medianvärde på 0,5 dygn. V Mensae ligger således en bit över medelvärdet.